# Eberhard-Hoesch-Straße (Düren)

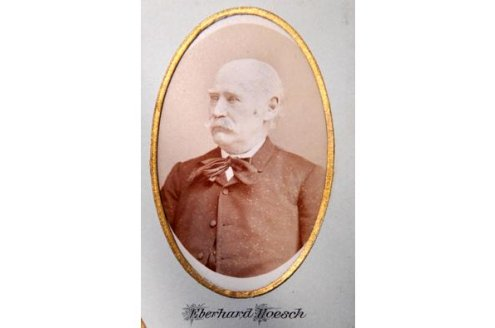
Eberhard Hoesch, vor 1890

Die Eberhard-Hoesch-Straße in Düren, Nordrhein-Westfalen, war eine Hauptdurchgangsstraße. Heute ist sie eine normale Innerortsstraße.
Die Eberhard-Hoesch-Straße begann früher am Friedrich-Ebert-Platz und führte dann in südliche Richtung zum Ortsausgang. Der zum Ortsrand führende Straßenverlauf war folgender: beginnend am Friedrich-Ebert-Platz, dann kurz vor der Oststraße rechts schräg abbiegend (die schräg stehende Häuserfront ist heute noch zu sehen), dann über die Straße „Im Eschfeld“, die Römerstraße/Frankenstraße überquerend, in die heutige Eberhard-Hoesch-Straße bis zur Zülpicher Straße. Der ganze Straßenzug hatte den einheitlichen Namen „Eberhard-Hoesch-Straße“. Heute hat nur noch das Teilstück zwischen Römerstraße/Frankenstraße und Zülpicher Straße diesen Namen. In einem großen Teilstück besteht die Straße aus je einer Fahrbahn mit dazwischen liegendem, baumbestandenem, etwa sieben Meter breiten Mittelstreifen.

## Geschichte
Die Straße ist nach Eberhard Hoesch (1827–1907) benannt, einem Fabrikanten, der die Hoesch AG in Dortmund mitbegründete. Der 1869 gegründete Verschönerungsverein  plante eine Promenade von der nördlich gelegenen Arnoldsweilerstraße quer durch die Stadt zur südlichen Zülpicher Straße. 1877 wurde der Straßenzug fertiggestellt und erhielt den Namen Vereinsstraße nördlich (heute Schoellerstraße) bis zum Kölnplatz (heute Friedrich-Ebert-Platz) und dann Vereinsstraße südlich bis zur Zülpicher Straße. Sie wurde 1914 nach Eberhard Hoesch benannt. Erst in den 1960er Jahren wurde die Eberhard-Hoesch-Straße geteilt und teilweise umbenannt.